# Rajawana
Rajawana is een bestuurslaag in het regentschap Purbalingga van de provincie Midden-Java, Indonesië. Rajawana telt 4239 inwoners (volkstelling 2010).